# 口罩國家隊

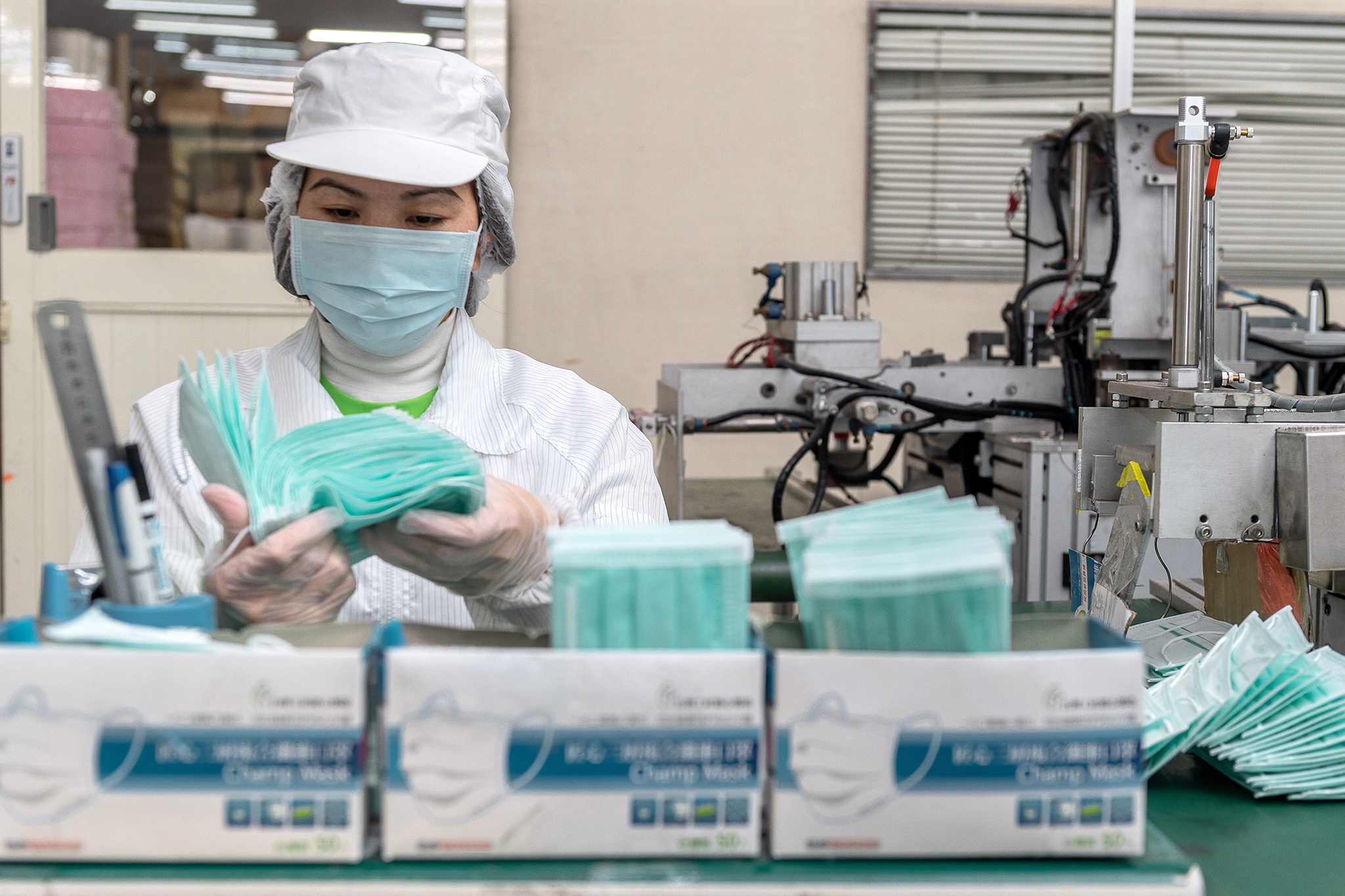
台灣康匠製造公司的員工正在檢查口罩品質，攝於2020年2月5日。

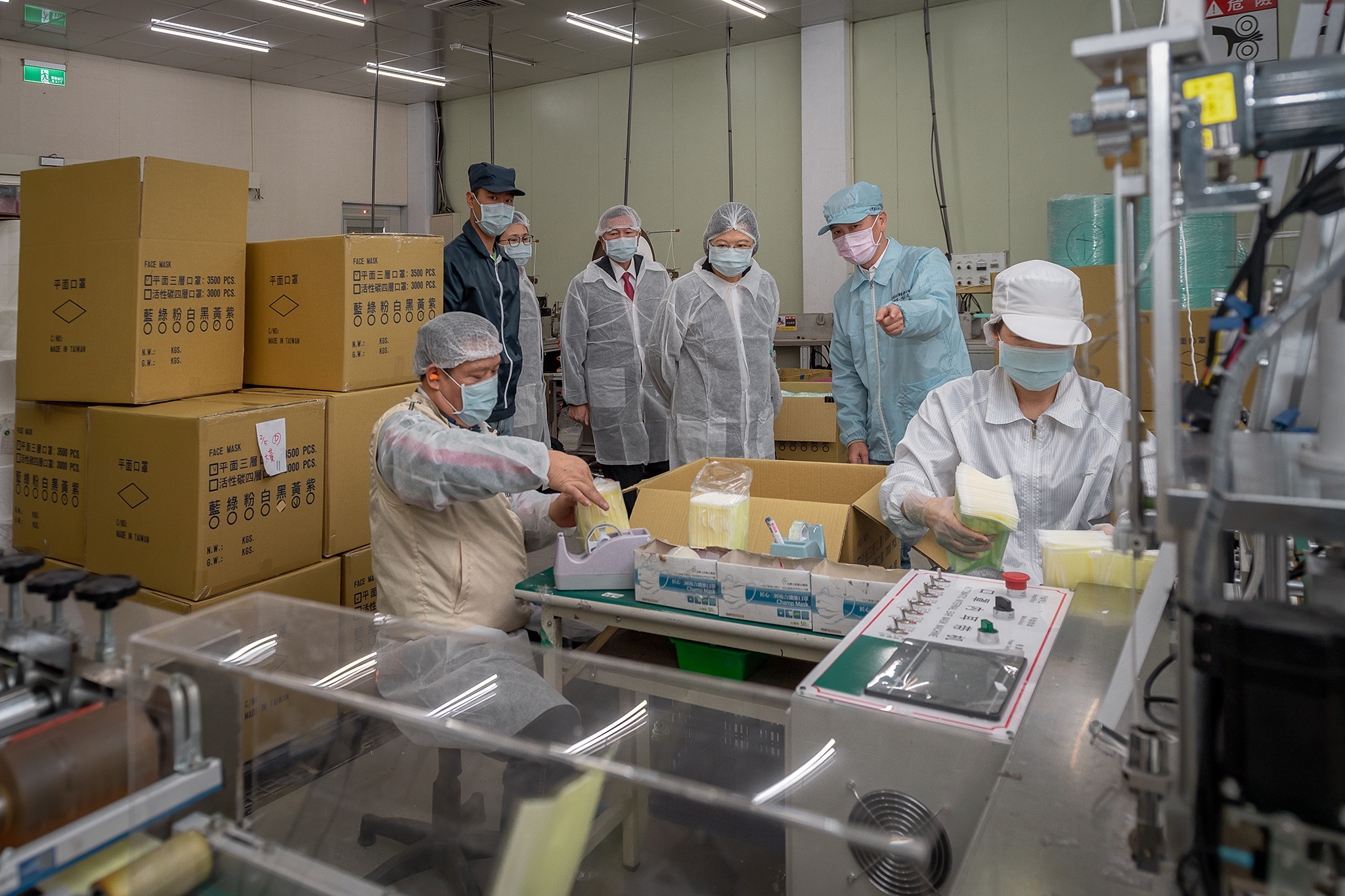
因應疫情，口罩工場提升產能到24小時作業，由每日60萬片提升至100萬片，攝於2020年2月5日。

口罩國家隊是對於臺灣在嚴重特殊傳染性肺炎疫情期間，參與口罩生產線架設、口罩生產的多家工具機廠商、口罩製造商、法人組織、中華民國經濟部官員及中華民國國軍的合稱。2020年1月31日，中華民國行政院宣布將擴增口罩生產線，以供應疫情期間對口罩的大量需求，台灣區工具機暨零組件工業同業公會自告奮勇協助此項政策，在經濟部的協調下，公會派出旗下成員組成團隊，累積投入3241人次協助製造，在40天之內組建完成92台口罩產線，交付數十家口罩生產商生產醫療用口罩，而法人組織和中華民國國軍也派人力支援，齊力促使臺灣的口罩產能從原本1月時的日產188萬片，在5月達到日產2000萬片，年底達3000萬。不但足以供應民眾所需，還得以開展口罩外交。
行政院擴增口罩生產線的政策在初期面臨一些輿論指責，隨著工具機公會積極建造生產線、以及口罩產能提升後，相關指責便逐漸消失，團隊也受到各方讚譽，受到包括中華民國總統蔡英文在內的多次表揚。然而，隨著口罩品質良莠不齊、廠商混充口罩、員工過勞等弊端叢生，口罩國家隊的部分廠商也飽受社會批評，並受到政府裁罰。

## 工具機國家隊

### 籌組

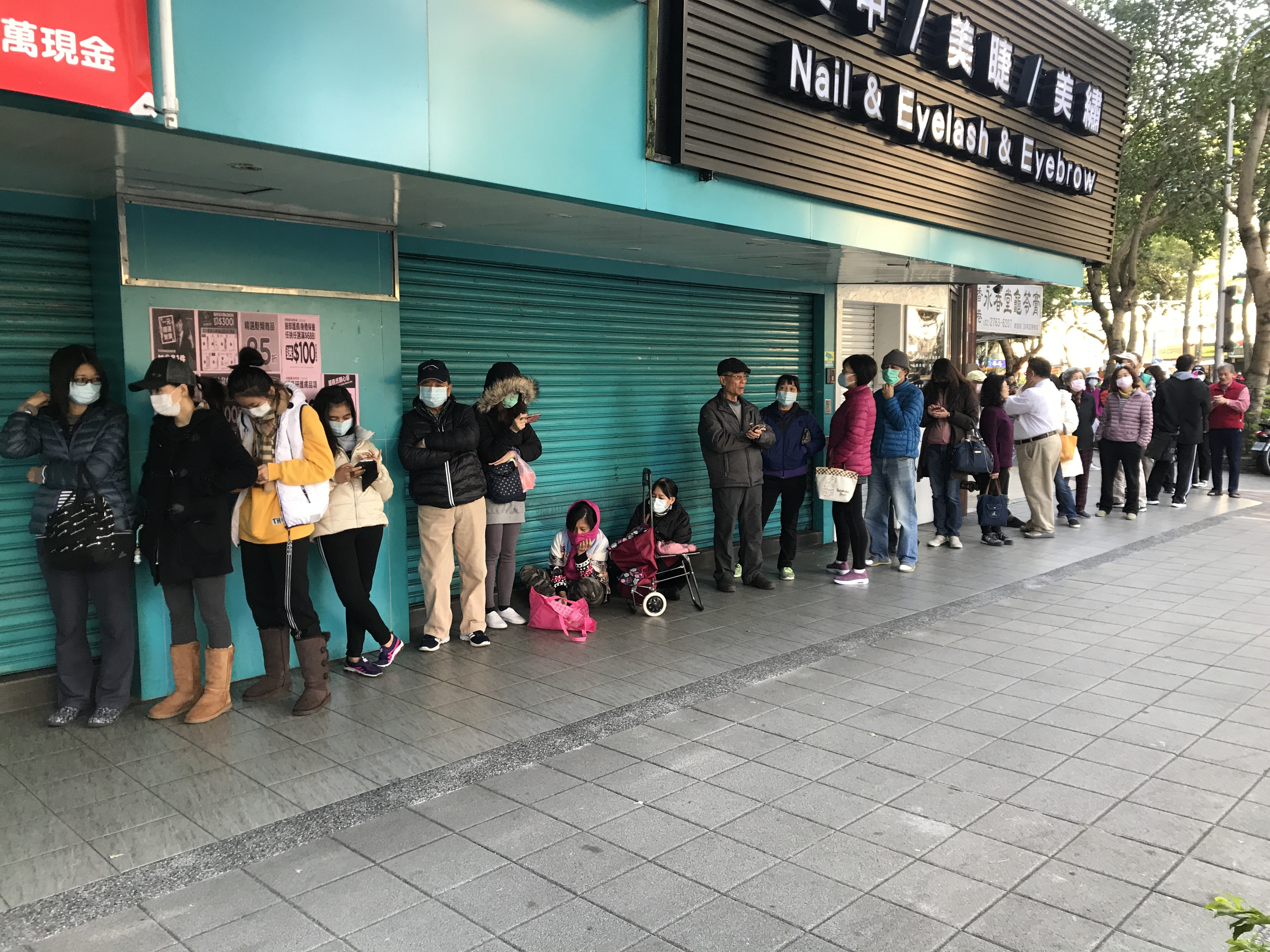
位於臺北市民生社區的屈臣氏民環門市外排隊買口罩的民眾，攝於2月2日。

2020年1月起，隨嚴重特殊傳染性肺炎疫情逐漸嚴重，臺灣也出現確診個案，行政院副院長陳其邁根據前去中國大陸武漢探聽的人員回報後，判斷情勢嚴峻，認為佔全世界口罩產量六成的中國大陸一旦管制口罩出口，臺灣自產的口罩將不敷使用，而在臺灣的醫療機構與民眾大量採買口罩用於防治飛沫傳染後，確實也一度導致口罩短缺。為確保穩定供給口罩，行政院在1月24日宣布禁止出口口罩，在26日請經濟部長沈榮津採購製備口罩的機器，沈榮津在1月31日向行政院提出報告，行政院長蘇貞昌在下午與陳其邁、秘書長李孟諺交換意見後拍板定案，宣布投入超過新台幣1.8億（或通稱2億）建造60台口罩生產線，擴大口罩產能，同時宣布徵用口罩，並於2月6日施行口罩實名制。
在宣布徵用口罩當下，臺灣口罩總產能是每天運轉11小時可生產188萬片、運轉24小時可生產400萬片，經濟部在2月1日宣布，預計最快在2月底建造60條口罩生產線，產線以每日生產10萬片口罩計算，日產能可增加600萬片，合計達到每日1000萬片。每條生產線必須生產500萬片口罩，最初生產的120萬片要無償提供給政府，之後380萬片由政府以每片新台幣2.5元收購，達到500萬片後，生產機器便歸廠商所有，但之後廠商不得以任何理由將新機台出口至境外，若要轉移設置地點或轉至第三人，都需書面通知經濟部，以便有相關需求時可即時徵用。這相當於政府預付款項，向廠商以新台幣1.8億購置7200萬片口罩。
然而，臺灣最大的兩間口罩機製造廠，長宏機械與權和機械的員工人數分別是15人與8人，若要憑自身能力生產60台設備，可謂困難重重。2月4日，精密機械研究發展中心（精機中心）總經理賴永祥依照沈榮津指示，讓精機中心、工業技術研究院（工研院）、金屬工業研究發展中心（金工中心）派員協助長宏機械與權和機械，在2月5日了解實際狀況後，決定向產業界求援。台灣區工具機暨零組件工業同業公會（工具機公會，TMBA）理事長暨哈伯精密董事長許文憲、以及工具機公會名譽理事長暨東台精機董事長嚴瑞雄在得知行政院的政策後，不約而同主動聯繫沈榮津，表示可以協助政府建置口罩生產線，之後他們聯繫賴永祥，以及工具機公會常務理事暨瀧澤科總經理戴雲錦。2月6日，四人向長宏機械與權和機械詢問實際需求和狀況。2月7日，許文憲、嚴瑞雄、長宏機械及權和機械的老闆再至經濟部與沈榮津開會，討論如何調度員工支援組裝，會議中確立了由長宏機械及權和機械分別增產40條與20條生產線的方向，並透過通訊軟體號召工具機公會同業組隊協力建置，預計要在2月底或3月初達成目標。

### 作業過程

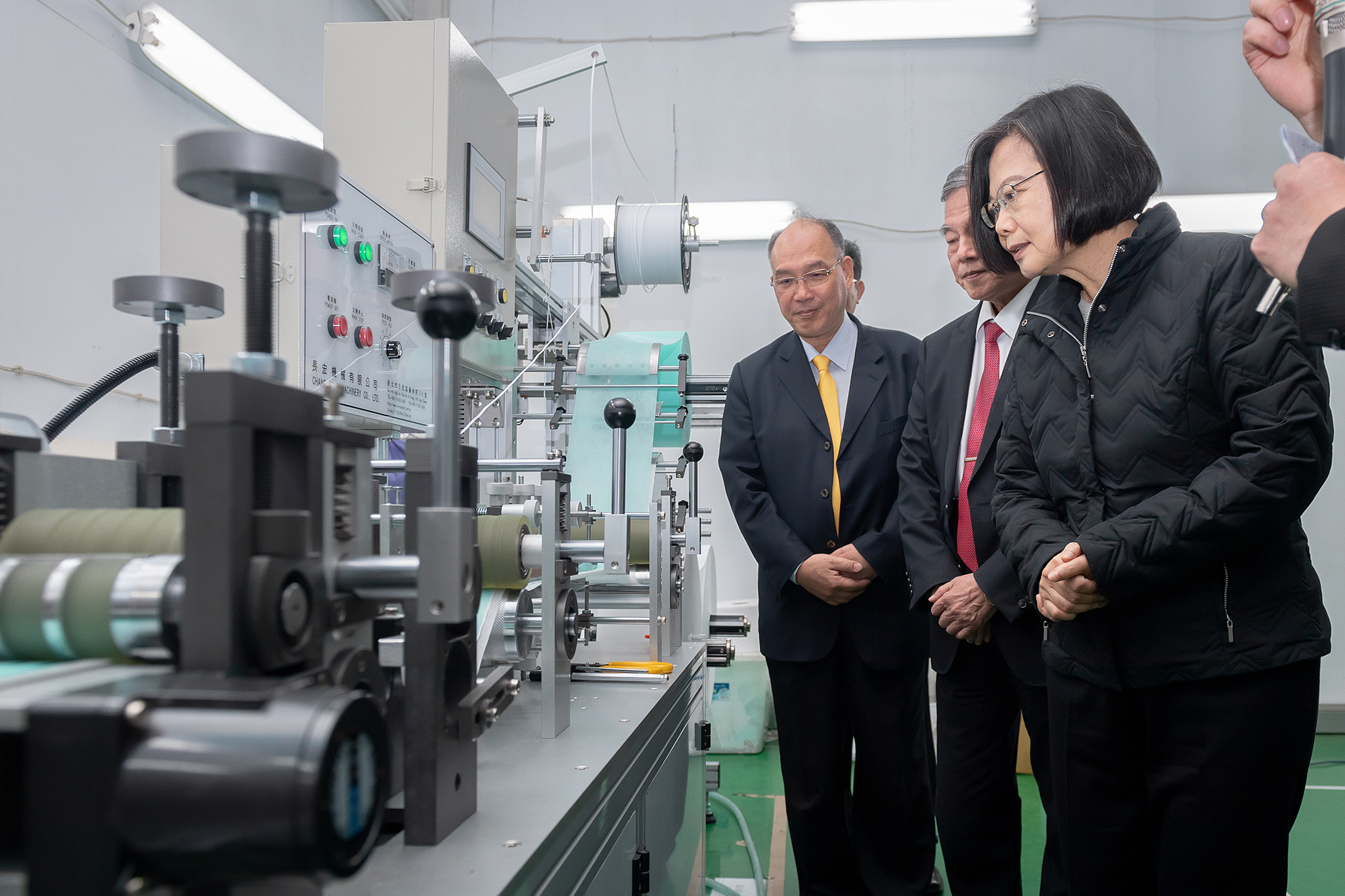
攝於長宏機械公司，左起許文憲、沈榮津、蔡英文。

工具機公會旗下各公司派出合計近250名的主管、工程師等技術人員，累積投入3241人次輪班支援，由公司或公會負責提供工具、交通、食宿，無償貢獻。團隊分成三部分支援：第一部分是派機械、電控工程師等人力支援口罩製造機製造商生產口罩製造機；第二部分是當口罩製造機的建置過程中出現零件短缺時，工具機廠商會優先支援；第三部分是在口罩製造機交件後，協助排除故障並維護產線順利運轉。這支團隊由賴永祥和戴雲錦擔任增產工具機的總指揮及副指揮，正式名稱為「TMBA防疫口罩產能推進小組」，又被稱為「工具機國家隊」。
長宏機械的廠區空間原本只能同時組裝兩台機具，在宣布擴增產能後，長宏在新北市五股區山區租下300坪空間開設臨時廠房，讓工具機公會的人力得以進駐，但當地沒有水、電，手機信號也不佳，經濟部隨即下令台灣電力公司和中華電信設立基礎設施。由於長宏機械的規模不大，因此沒有標準作業程序、機器圖與材料清單，專業技術都握在負責人手中，且負責人起初在技術上有所保留，戴雲錦向他保證不會藉機竊取專業技術，並表示未來將優先提供合適訂單，才讓長宏願意交付關鍵零組件，讓雙方合作順利推行。之後戴雲錦率領十位同事，按照已經從長宏退休的老師傅指揮，整理生產流程並建立組裝作業的標準流程，耗費七天時間，釐清口罩機從備料到出貨的各項細節，將整套流程拆解成十多個生產步驟、44個工作站，並將各區工作內容、所需人力、工具及原料盡數列出，建立起生產制度，讓十位同事學習，再由這十人擔任組裝指揮官傳授技術。
為了激勵士氣，團隊讓眾人自行認領44項分工，再分配無人認領的工作，此方法可讓指揮官不必花時間了解各人員的專長，也讓擅長相關工作者可適材適用，而且由於各老闆顧及自尊心與企業名聲，都不敢少認工作，也不會中途退出，以免讓自家企業形象掃地，這使工作無需分配，皆有人執掌。由於成員出身各異，在技術、作業流程方面都需磨合，甚至各家公司對同款零件的稱呼也不同，經過協商後，團隊決定以照片和編號的形式表達資訊，並建立標準作業流程處理零件欠缺、任務執掌等問題，在工作逐漸步入軌道的同時，也改善成員在交通、食宿、團體保險等各種問題及工廠環境。沈榮津會不時造訪工廠給予壓力或勉勵，一些公司和員工的家屬也不時帶補給品前去慰問。對於各工廠趕工導致用電量暴增，台灣電力公司表示會實施減免措施，不會對用電超量的廠商加倍收費。

### 交付首批機器
工具機國家隊在2月10日成軍進駐長宏和權和，12日，經濟部公布《口罩生產廠商利用本部附條件贈與機台生產口罩遴選結果》，將首批新增60條產線分配給15家廠商。團隊在15日建置出首批9台機器並陸續調教，16日交出第一台機器，之後幾乎每天交付新機。18日時，經濟部將首條產線的建置過程拍成影片，發布後獲得社會好評。團隊原訂在3月9日全數交機，但在輪班趕工下，於3月5日提前達標。由於新機並未磨耗，每台產能可達每日12.5萬至15萬片，最高可達17萬，高於初期以舊機估算的每日10萬片。

### 交付第二批機器
2月27日，行政院長蘇貞昌在行政院會中指示要再動用新台幣9000萬元的預算，增購32套口罩生產線，其中包括兩套模組較為複雜的綁帶口罩機產線，以及兩台兒童用口罩機。長宏負責15套、權和負責17套，估計可將總產量提升至每日1300萬片。這批機器在3月20日交付。而自3月19日起，設備和人員也逐漸撤出工廠，陸續回歸原先崗位工作。3月上旬時，工具機公會估算公會為此次動員的成本約莫新台幣500萬元，當時蘇貞昌表示要撥款給公會，遭公會婉謝。7月16日，工具機國家隊舉辦感恩會，慰勞各協助者的付出。

### 衍生影響

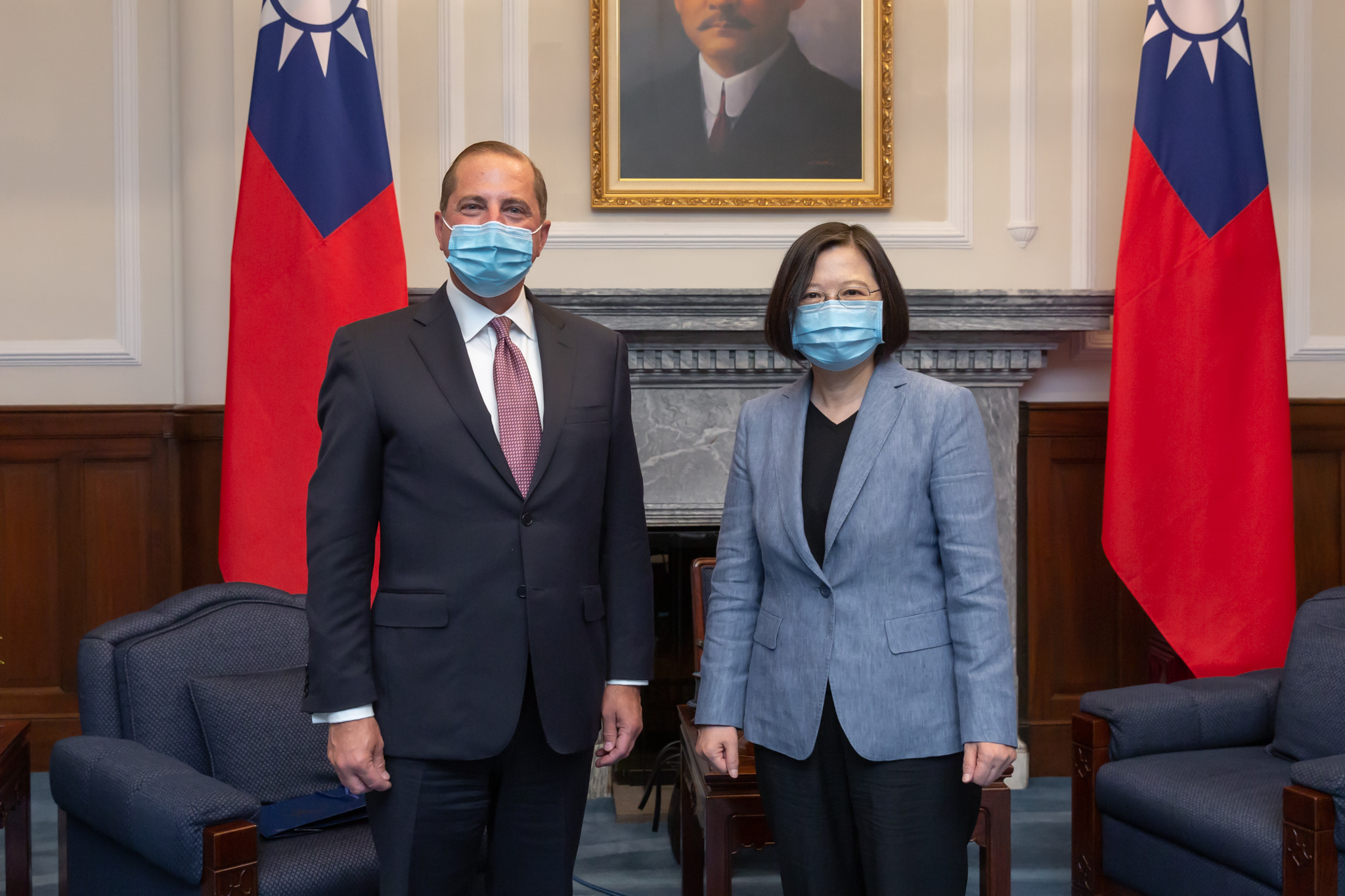
2020年8月10日，蔡英文總統接見「美國衛生部長阿薩爾訪問團」

工具機國家隊的成立，讓共同合作的員工建立情感，許文憲也表示此次經驗讓從原本彼此在商場上廝殺的企業團結一心，對往後企業競合應有助益。沈榮津表示將承續此次經驗，與衛福部建立培養防疫物資產能的策略，充實防疫物資製造業的能量，在平時供應醫院使用，而在疫情來臨時發揮戰力。在普森精密任職的資深員工陳宇旭表示，此次機緣打破企業藩籬，使過去沒有機會合作的公司能共同奮鬥，促進不同世代的交流與傳承。在口罩國家隊打響名號後，美國、加拿大、德國、法國、紐西蘭等二十餘國皆提出需求，請臺灣廠商協助建製口罩生產線，口罩機廠商在手訂單超過百台，並朝整廠輸出的方向發展。
2020年8月9日，美國衛生及公共服務部部長亞歷克斯·阿薩爾訪台，傳達美國總統唐納德·特朗普對台灣在全球衛生領導地位的支持，中華民國副總統賴清德致贈訪團成員由淨新科技生產的彩色口罩。阿薩爾在8月12日參訪了長宏機械口罩廠，讚譽該工廠製造口罩的能力卓越，並關心外銷至美國的機器的情況。8月30日，捷克參議院議長韋德齊率代表團訪問臺灣，對臺灣在疫情期間的協助表示感謝，口罩國家隊的廠商也致贈捷克代表團2萬片防疫口罩，以及300片科技口罩展現友誼。
2020年6月19日，沈榮津因在財經及防疫方面有所貢獻，升任為行政院副院長，工具機國家隊致贈特別款式的口罩供他留念。7月，在2020年的大學入學指定科目考試中，地理科考題提及了口罩國家隊。11月3日，工具機公會獲頒「全國性社會暨職業團體特優獎」，以表彰該公會在疫情期間籌組工具機國家隊、落實社會公益。

### 紀錄片
2020年5月7日、8日，口罩國家隊紀錄片《創罩奇機》在台北、台中首映，該片由上銀科技總經理蔡惠卿擔任導演，紀錄自疫情初期至口罩產線建置完成期間的過程，並訪談口罩國家隊的成員，片尾也列出所有參與成員的姓名。蔡惠卿表示，拍攝紀錄片的目的是傳達「2020年春天，有一群人，因為愛與使命，創罩奇機」，也透過記錄這項任務，做好傳承與管理教案。

## 口罩生產

### 激勵政策
為鼓勵各口罩廠增加產能，工業局從1月31日起便詢問各口罩廠可增加多少產能，並在2月3日的會議中決定了依據各家廠商的生產能量決定其增產標準值，除了以每片新台幣2.5元收購，超出標準值的口罩也會再加0.5元激勵獎金，之後也降低標準值、提高激勵獎金以促進業者生產，加發假日加班獎金以增進假日產量。自三月中開始施行的假日激勵獎金計算方案中，廠商的產值只要達到標準值的7成，每片給0.7元、8成給0.8元、9成給0.9元，最高加碼至1元，並且改以30日的平均值計算，不區分平日或假日。這促使各口罩廠在3月下旬時，產能都趨於穩定。

### 國防部支援
經濟部在宣布口罩增產後，表示各口罩生產商若有人力不足的問題，將請國防部派軍隊支援，國防部在2月2日派人會勘，之後下令在不影響戰訓本務的前提下，全力支援直到口罩短缺緩解為止。後備指揮部以自願報名方式，召集各地區志願投入的後備幹部及士兵報名後編組，進駐各工廠輪班支援。對此，國民黨立委吳斯懷提出有無圖利廠商的質疑。4月，北部口罩供應鏈的廠商回贈軍方6000片迷彩醫用口罩以示感謝。5月31日，軍隊撤出產線，結束支援作業。軍方在119天內總計投入7萬503人次的人力，其中5萬9400次左右的人力是現役官兵。為表彰官兵貢獻，國防部以75萬6千元新台幣招標製作紀念章，並在6月29日舉行典禮，由蔡英文頒發「國防部防疫英雄紀念獎章」、「總統感謝狀」、「軍種獎章」或「國防部獎狀」以示表彰。

### 產能增長

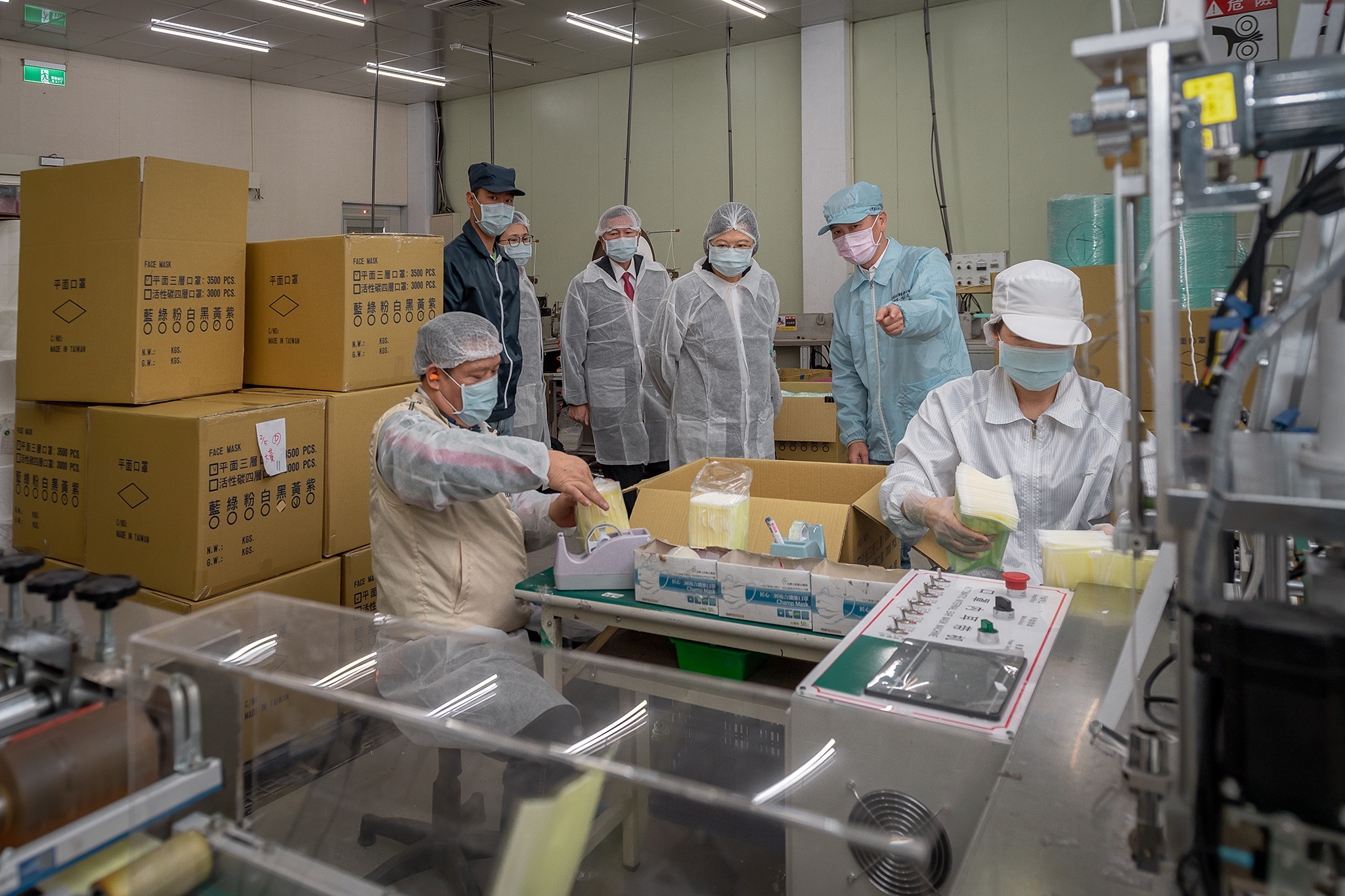
蔡英文訪視台灣康匠製造公司，攝於2020年2月5日。

在宣布徵用口罩時，臺灣的口罩整體產量為日產188萬片，在新的生產線陸續投入生產工作後，已在3月中旬達到平日日產1000萬片，假日日產920萬片，使臺灣的口罩產量躍升世界第二高，僅次於中國大陸。之後產能不斷提升，3月底達日產1300萬片，4月上旬達到每日1500萬片，4月底成長至日產1700萬片，並下令徵用22條民間口罩產線，5月27日，臺灣口罩日產量達到2000萬片，庫存也超過2億片，11月時達3000萬。除了在數量上有所提升，口罩廠也研發透明口罩，以利聽障者讀唇語。
在產能充足後，蔡英文政府開始執行口罩外交政策，包括每週提供美國10萬片口罩，用以交換美方的30萬件防護衣原料，以及捐贈1000萬片口罩給疫情嚴重的國家。包括凱萊·麥肯奈妮、傑瑞德·庫許納、勞勃·C·奧布萊恩等白宮成員都被拍到戴著印有「Made in Taiwan」的口罩。

### 解除禁令
對於在疫情結束後如何處理溢出的口罩產量，經濟部次長林全能表示，首先會與衛福部訂立口罩等防護裝備的戰備存量，並鼓勵全臺各機構優先採購臺灣製造的口罩，再研擬外銷策略、將口罩賣到世界各地。5月26日，經濟部召開「口罩徵用產能調節協調會議」，協調各廠商的徵用額度，為外銷做準備，自6月1日起，政府將口罩從全面徵用改為定額徵用，總額度為每日800萬片，依據各家廠商在徵收期間的產能分配。並解除口罩銷售禁令，業者在繳滿徵用額度後可自由內銷及外銷，並且會隨機抽查口罩以維持品質。由於回歸自由市場，口罩價格也因為反映成本而調漲。

## 相關案件

### 口罩品質
在民眾購入口罩後，不時有民眾反映口罩出現鋼條脫落、耳掛貼反、耳掛過短、出現髒污等瑕疵，也有藥局反映口罩品質每況愈下，根據經濟部統計，按照藥局、衛生所通報的結果計算，自2月到9月中旬期間，政府徵收的26億片口罩當中，不良率約為0.3%。經濟部表示仍會繼續溝通、抽查，以維護品質。自4月下旬起，中央開放民眾更換瑕疵口罩，光是在4月27日至4月28日期間，宜蘭縣就收到15萬片民眾退回的口罩，但其中也夾帶使用過的口罩，並非全是瑕疵品。對於市面上長期反應的品質問題，中央流行疫情指揮中心在8月初開始召集會議清查偽劣口罩，並將口罩送驗檢查。

### 仿冒與詐欺
有許多非口罩國家隊的業者打著口罩國家隊的名號販售仿冒口罩、施行詐欺或散播謠言，自口罩國家隊成立起，相關案件就層出不窮，長欣、華新、恒大、台灣優紙等口罩國家隊公司都遭到仿冒，受害者眾多，有部分公司對此採取法律行動。

### 監守自盜
自口罩國家隊成立以來，已有多家口罩生廠商發生員工監守自盜，竊取口罩販售圖利的案件，有些是業者發現後自行將其移送法辦，有些則是檢警查獲後將其起訴。在國軍派員支援生產期間，有一名中校和上士涉嫌在支援口罩生產時盜竊6000片口罩私售抵債，被依《貪汙治罪條例》辦理。

### 員工過勞
隨著口罩工廠的工作量遽增，部分工廠的員工出現超時工作的情況，台灣民眾黨立委賴香伶曾提醒，廠商若要求員工加班製作口罩，應加發工資並遵守《勞基法》規定。經新北市勞工局調查，發現甚至有員工單周工時超過100小時，勞工局對此開罰2件超時案，並在9月7日呼籲中央，應檢討放寬工時上限，以維護勞工身心健康，勞動部職安署表示，預計在2020年年底訪視各家防疫物資工廠並進行勞檢。

### 私自產銷
有多家口罩國家隊廠商被查出私設生產線生產口罩，或在管制期間私售口罩牟利。
台灣精碳在4月時遭查獲私下違法製造活性碳口罩販售牟利，檢調估計至少違法出售110萬片，檢調在查扣口罩後將負責人送辦。
2020年9月下旬，淨新科技被查出私設生產線製備口罩，淨新科技表示該產線為測試用，沒有產品流入市面，但檢察官對此有所保留，仍將負責人許振曆、許勝堯父子涉嫌違反《藥事法》，訊後交保候傳，後來檢調又查獲淨新在兩處私設22條產線，高雄市衛生局便依違反《藥事法》對其開罰新台幣200萬。
9月22日，衛福部食藥署和衛生局稽查台灣康匠，發現台灣康匠旗下兩間工廠私造第二等級醫用手術口罩，涉嫌違反《藥事法》，移請新北市調查處偵辦後，在10月15日前往搜索並約談負責人和廠長，諭令兩人交保候傳。
釩泰公司是傳感保護罩製造商，自2020年8月5日獲得生產口罩需要的第一級醫療器材製造許可證，9月24日起被徵用口罩，但不久後即被查獲委託未領有醫用口罩製造許可的丞威公司製造口罩並於藥局販售，檢警調在9月底搜索兩間公司，並查扣1萬7千口罩、機台及相關證物，總經理李國鈺在10月1日向社會致歉，並在10月25日舉辦萬聖節口罩義賣活動，將所得全數捐出，期盼挽回社會形象。
健康天使公司從2020年9月底開始在另一間未列管的工廠違法製造醫療用口罩，除了提供政府徵用，還以鴻海奈米科技股份有限公司的名義對外販賣，該廠口罩產量估計達1033萬片，其中有421萬片繳給政府。因違反《藥事法》，彰化縣政府在11月11日前往工廠和倉庫搜查，查扣口罩、口罩機和雙鋼印模具，公司負責人訊後交保。

### 混充口罩事件
加利科技有限公司、 豪品國際實業股份有限公司以及不屬於口罩國家隊成員的勤達醫療器材股份有限公司被查出進口中國大陸生產的口罩，偽標成臺灣或馬來西亞製造的口罩，並將其流入市場販售圖利。在加利科技的行為被揭露後，引起民眾憤怒與恐慌，並引發各方人士撻伐，總統蔡英文也痛斥其「不可原諒」。行政院除表示會依法處置加利科技，行政院長蘇貞昌也在9月10日下令財政部、經濟部、衛福部和法務部記取教訓。
經濟部認定加利科技的說詞並不屬實，並對其他廠商進行抽查，還規定自2020年9月16日起，業者無論進口醫用或非醫用口罩，只要超過250片，都須先向國貿局申請輸入許可，雖不會朔及既往，但經濟部會加強查驗，10月22日起，進口非醫用口罩時必須標示清晰可辨的正確原產地資訊。根據關務署的統計，假冒台灣製造的口罩的數量在10月已明顯下滑，顯示管制措施發揮作用。
衛福部長陳時中斥責加利科技「根本沒資格再當國家口罩隊」，並表示在疫情初期連原料都難以張羅，因此從未想過要做防偽制度。在衛福部開放民眾退換加利科技生產之口罩後，自9月4日至9月7日期間就退換超過187萬片。新北市衛生局也稽查各藥局，將加利科技口罩下架。法務部長蔡清祥則下令全面清查口罩國家隊，若有違法情事絕不寬貸。
為防止再有混摻、偽標情況發生，許文憲在9月10日接獲指令後，便指定由盈錫精密公司副總巫有捷擔任小組召集人，號召具備車床、五軸加工機、熱處理、研磨後製等專業的廠商分配工作，將政府購置的300台口罩機加裝鋼印滾輪，以鋼印滾輪在口罩加上新的防偽字樣「MD」（Medical Device，醫用）和「Made In Taiwan」（台灣製造），原預計在9月17日全面推行，但考量到廠商應變時間，延後至24日，同日起全面徵用雙鋼印口罩，先前的庫存則可繼續販售至12月24日，未售完者在2021年3月23日前回收，10月15日起，雙鋼印口罩恢復為定額徵用。在防偽滾輪增設完成後，蔡英文頒發「口罩防偽滾輪隊英雄獎」以示感謝，並表示口罩國家隊的貢獻不會因為少數事件而被抹煞。

## 口罩國家隊成員
| 第一梯次製造商                     | 機台配置                                 | 地點                                     |
| ---------------------------------- | ---------------------------------------- | ---------------------------------------- |
| 台灣康匠製造股份有限公司           | 10                                       | 新北市鶯歌區                             |
| 永猷股份有限公司                   | 10                                       | 新北市鶯歌區                             |
| 恒大股份有限公司                   | 10                                       | 臺南市白河區                             |
| 康那香企業股份有限公司             | 5                                        | 臺南市將軍區                             |
| 順易利實業有限公司                 | 5                                        | 基隆市七堵區                             |
| 舜堡興業股份有限公司               | 4                                        | 彰化縣田中鎮                             |
| 宣德醫材科技股份有限公司           | 3                                        | 彰化縣田中鎮                             |
| 格安德工業股份有限公司             | 3                                        | 臺南市學甲區                             |
| 香港商麥迪康亞太有限公司台灣分公司 | 2                                        | 宜蘭縣五結鄉                             |
| 淨新科技股份有限公司               | 2                                        | 高雄市左營區                             |
| 易廷企業有限公司                   | 2                                        | 桃園市龜山區                             |
| 威欣利實業有限公司                 | 1                                        | 新北市林口區                             |
| 加利科技有限公司                   | 1                                        | 新北市八里區                             |
| 奕綸有限公司                       | 1                                        | 新竹市新豐鄉                             |
| 昭惠實業股份有限公司               | 1                                        | 嘉義縣朴子市                             |
| 共15家廠商                         | 共60台                                   | 共60台                                   |
| 第二梯次製造商                     | 機台配置                                 | 地點                                     |
| 台灣康匠製造股份有限公司           | 3                                        | 桃園市桃園區                             |
| 順易利實業有限公司                 | 2                                        | 基隆市七堵區                             |
| 易廷企業有限公司                   | 2                                        | 桃園市龜山區                             |
| 昭惠實業股份有限公司嘉義廠         | 1                                        | 嘉義縣朴子市                             |
| 淨新科技股份有限公司               | 7                                        | 高雄市左營區                             |
| 格安德工業股份有限公司             | 1                                        | 臺南市學甲區                             |
| 怡賓有限公司                       | 1                                        | 新北市樹林區                             |
| 台灣舒潔股份有限公司               | 2                                        | 新北市三重區                             |
| 善竹生物科技股份有限公司           | 1                                        | 台南市六甲區                             |
| 欣邦有限公司                       | 1                                        | 宜蘭縣冬山鄉                             |
| 台灣優紙企業有限公司               | 2                                        | 彰化縣鹿港鎮                             |
| 約伯科技有限公司                   | 1                                        | 新北市中和區                             |
| 健康天使股份有限公司               | 2                                        | 彰化縣田尾鄉                             |
| 通用手套國際股份有限公司           | 1                                        | 臺南市東山區                             |
| 山實業有限公司                     | 1                                        | 苗栗縣公館鄉                             |
| 昌明生物科技股份有限公司           | 1                                        | 雲林縣斗南鎮                             |
| 日昇醫療器材有限公司               | 2                                        | 高雄市鳳山區                             |
| 華森生技有限公司                   | 1                                        | 桃園市龜山區                             |
| 共18家廠商                         | 共32台，康匠與順易利各有一台為綁帶口罩機 | 共32台，康匠與順易利各有一台為綁帶口罩機 |

法人
- 精密機械研究發展中心
- 金屬工業研究發展中心
- 工業技術研究院
- 紡織產業綜合研究所：投入5565人次支援。[152]

口罩製造機生產商
- 長宏機械
- 權和機械

工具機國家隊
- 台灣瀧澤科技
- 東台精機
- 東捷科技
- 哈伯精密
- 靄崴科技
- 上銀科技
- 大銀微系統
- 台灣引興
- 永進機械
- 程泰機械
- 亞崴機電
- 普森精密
- 協易機械
- 三鋒機器
- 東培工業
- 盈錫精密
- 高明精機
- 慶鴻機電
- 友嘉實業
- 台灣麗偉
- 德大機械
- 鍵和機械
- 新穎機械
- 凱柏精密
- 高鋒工業
- 嵩富機械
- 吉輔企業
- 崴立機電
- 大立機器
- 源潤豐鑄造
- 泓鉅精機

部分醫療口罩及材料製造商
- 威欣利實業有限公司：5月底時遭查出疑似使用政府提供的原料，製造口罩後暗中囤積，包括董事長及五名員工都被檢調帶回偵訊。[153][154]
- 鴻騰精密科技股份有限公司（英屬開曼群島商）：鴻騰在土城廠區新建十條口罩產線，預計每條可產十萬片口罩[155]。3月18日，鴻騰取得醫療器材許可證字號，鴻騰生產的口罩又被以其母公司鴻海的創辦人郭台銘命名，被暱稱為「郭董牌口罩」。[156][157]
- 台灣康匠製造股份有限公司：康匠鶯歌廠有15條產線，在產線擴增後，於桃園廠再增10條產線，合計25產線，每日合計可產180萬片，是台灣單一工廠最大產能[158]，6月初則達到日產220萬片[159]。由於康匠原先每月供應台積電與聯電約120萬片無塵室口罩，政府徵用後使得廠商無口罩可用，康匠便向蔡英文建議保留少數產線生產無塵室口罩，讓高科技產業能維持運作[160][161]。
- 善存科技股份有限公司：原為預錄式光碟片生產商，也生產光碟片的不織布包裝袋，此包裝袋的製程與口罩類似，善存便主動投入生產口罩。[162]
- 易廷企業有限公司：易廷原先日產10萬片口罩，政府宣布徵用後初期增至15萬片，之後增加至18萬片，第一次擴增後日產40萬片[163]，第二次擴增後預計可達60萬片。[164]
- 奕綸有限公司：在國防部動員協助後，口罩日產量達28萬片，在國軍退出生產線後為15萬片。[165]
- 中國衛生材料生產中心股份有限公司：中衛於1947年成立，是台灣歷史最久的口罩製造廠，在疫情發生前，中衛的口罩產量是臺灣前三大。2019年12月，營運長張德成在德國柏林參加時裝週時已料到趨勢，隨即大量採購原料並召集主管，表示春節期間可能要加班[166]。疫情發生後，中衛睽違十多年，在過年期間加班趕工，每天開工20小時，廢除製造較耗時的高單價口罩，將三十款產品砍至六款，並將平時預備的三成產線全部投入[2][160]。6月初的日產量是70萬片至75萬片。[167]
- 華新橡膠工業股份有限公司田中廠：華新在原先閒置的工廠三樓、四樓加開六條生產線[168]，並隨著產線增加而大舉徵才，預估在生產線全部到位後，單日可生產85萬片[169][170]。2月18日，一名員工操作機台時不慎夾斷中指，經濟部政務次長王美花聞訊後訪視工廠並關心員工[171]，該員於4月13日復工，繼續投入口罩產線[172]。
- 昭惠實業股份有限公司嘉義廠：昭惠以生產護具和醫療耗材為主，口罩不是主力產品，原先每日生產4萬片口罩，加開兩條生產線後，日產約20萬片，使口罩也成為主力產品[173][174]。
- 康那香企業股份有限公司口寮廠：康那香原先口罩日產量為21萬片，增加五條產線後預計可提升至71萬片，製程改善後可日產150萬片。[175]
- 恒大股份有限公司白河製造廠：恒大為不織布製造公司，原有6條產線，在加開產線後可日產132萬片。[176]
- 南六企業股份有限公司：南六是亞洲第二大、世界前二十大的不織布製造商，供應口罩中所需的不織布。[177]
- 淨新科技股份有限公司：共23條生產線，4月底時每日供應160萬片口罩[178]，6月中旬日產量為230萬片。[179]
- 敏成股份有限公司：生產熔噴不織布的主要廠商。[180]
- 聚隆纖維股份有限公司：紡織業公司，從2020年7月起生產口罩，其在9月下旬的口罩日產量為20萬片。[181]

遭勒令停工廠商
- 加利科技有限公司八里廠

## 評價

### 工具機國家隊自評
經濟部指出，工具機團隊能在短時間內成功擴增產線，並非奇蹟，而是台灣人團結努力的成績。沈榮津表示，按過往經驗，產線的建設時間需要四個月至半年時間，但此次事態緊急且嚴重，廠商在接到政府交付任務後便立即到德國搶購零組件，再加上各家廠商放下競爭、通力合作、無償支援，才能將首批產線建置時間壓縮至三週，可謂「傾國家力量組國家隊」。許文憲表示，當公眾開始稱呼這批團隊是「國家隊」後，團隊的士氣相當高昂，也吸引更多公司加入，而自己也對身為其中一員感到光榮，認為自己這一輩子在此行業已經值得。經濟部工業局副局長楊志清也表示，許多團隊成員都自覺肩負防疫任務，因此自願加班趕工、報效國家。團隊總指揮賴永祥表示這是自己從業三十多年，首次見到各家廠商屏除競爭、通力合作。

### 正面評價
對於口罩國家隊通力合作建置產線，中華民國總統蔡英文代表國家感謝參與的業者，表示此次事件得以看出「台灣真正的國力」，她在2020年中華民國總統就職典禮上也以連任成功總統的身分，向包括口罩國家隊在內的防疫團隊致敬。副總統陳建仁表示，由於各家廠商願意放下自身事業協力貢獻，使增產目標得以達成，在5月20日新上任的副總統賴清德也向團隊答謝，表示臺灣能度過難關，是因為有陳時中和口罩國家隊這些英雄出來承擔。前總統馬英九則祝福口罩國家隊的成員能在國際市場上開創佳績。
民進黨立委吳思瑤對團隊表示讚賞，民進黨立委管碧玲認為國家隊廠商對社稷民生有功，建議頒發勳章。時事評論員謝金河對國家對大加讚賞，認為臺灣人因此得到前所未有的光榮感與幸福感。科學家李家同表示讚賞以外，也呼籲政府要多加重視紡織和機械等基礎工業。台南市藥師公會理事長吳振名支持這項政策，並建議在口罩產能充足後，應改用機器分裝口罩，降低人工包裝的汙染風險。高明精機總經理張仕育的妻子、模特兒殷琦表示自己雖不懂機械，但各家廠商不分彼此、不問獲利、只為台灣人民的精神讓自己十分感動，她也發布了多張攝於高明精機廠內的照片，向國家隊表示感謝。台灣引興、東台精機、東培工業等廠商都收到了來自各地民眾寄贈的不具名感謝卡。

### 負面批評
在行政院宣布斥資新台幣2億建設口罩廠後，初期面臨不少輿論指責。台北市長柯文哲認為政府不應盲目擴廠。前台北縣長周錫瑋認為，政府只需從其它國家進口口罩即可，沒有必要建廠。藝人吳宗憲認為一旦需求下降後，民間口罩廠就會倒閉。全國公務人員協會榮譽理事長李來希諷刺口罩生產機具是政府的新型印鈔機，並辱罵政府以此謀取暴利。媒體人陳朝平也認為政府可能想以此牟利，並表示此事不需由政府出資。
工具機國家隊的成員中，包括德大機械在內的部分業者是「農地工廠」，也就是違章建築在農業用地上的工廠。在疫情影響下，許多製造業廠商都達到營收衰退五成的「艱困企業」紓困標準，而經濟部的紓困補助也會給予這些違法的農地工廠。環保團體質疑這些廠商是藉由參加口罩國家隊，換取執政者對自己網開一面，並譴責經濟部涉及利益交換。沈榮津則回應，在產業紓困階段應抱持同理心施行特別做法。

## 衍生用語
除了由工具機廠商和口罩製造商組成的口罩國家隊外，其它在嚴重特殊傳染性肺炎疫情中有所貢獻的團隊也被冠上「國家隊」之名，例如負責提供口罩實名制預購系統服務的遠傳電信、開發電子防疫服務平台的中華電信被稱為「隱藏版口罩國家隊」，生產防護衣、隔離衣的業者被稱為「防護衣國家隊」、開發篩檢試劑、藥物及疫苗的團隊被稱為「防疫國家隊」、經濟部與呼吸器業者籌組的「呼吸器國家隊」。